# L'opera architettonica di Le Corbusier, un contributo eccezionale al Movimento Moderno
L'opera architettonica di Le Corbusier, un contributo eccezionale al Movimento Moderno è un sito seriale inserito dall'UNESCO nella lista del Patrimonio Mondiale nel 2016. La serie comprende 17 costruzioni, che si trovano in vari paesi su ben tre continenti, anche se la maggior parte è localizzata in Francia.
Scelti tra le opere di Le Corbusier, i 17 siti che comprendono questa proprietà seriale transnazionale sono distribuiti in sette paesi e sono una testimonianza dell'invenzione di un nuovo linguaggio architettonico, che ha creato una profonda rottura con il passato. Furono realizzati in un periodo di mezzo secolo, nel corso di ciò che Le Corbusier stesso descrisse come una ricerca paziente. Il Complexe du Capitole a Chandigarh (India), il National Museum of Western Art di Tokyo (Giappone), la House of Dr Curutchet a La Plata (Argentina) e l'Unité d'habitation a Marsiglia (Francia) riflettono le soluzioni che il Movimento Moderno ha cercato di applicare nel corso del XX secolo alle sfide derivanti dalle invenzioni di nuove tecniche architettoniche e costruttive, volte al trovare nuove soluzioni per rispondere ai bisogni della società. Questi capolavori del genio creativo attestano anche l'internazionalizzazione della pratica architettonica in tutto il pianeta.

## I 17 luoghi del sito seriale
| Numero | Paese     | Suddivisione                | Comune                  | Sito                                   | Tipo               | Coordinate               | Immagine |
| ------ | --------- | --------------------------- | ----------------------- | -------------------------------------- | ------------------ | ------------------------ | -------- |
| 01     | Francia   | Île-de-France               | Parigi                  | Maison La Roche e Jeanneret            | Abitazioni         | 48.8519°N 2.2653°E       |          |
| 02     | Svizzera  | Canton Vaud                 | Corseaux                | Villa Le Lac                           | Abitazione         | 46.468464°N 6.829206°E   |          |
| 03     | Francia   | Nuova Aquitania             | Pessac                  | Cité Frugès                            | Abitazioni         | 44.799014°N 0.6477°W     |          |
| 04     | Belgio    | Provincia di Anversa        | Anversa                 | Maison Guiette                         | Abitazione         | 51.183641°N 4.393256°E   |          |
| 05     | Germania  | Baden-Württemberg           | Stoccarda               | Casa Citrohan e Casa bifamiliare       | Abitazioni         | 48.8006°N 9.1775°E       |          |
| 06     | Francia   | Île-de-France               | Poissy                  | Villa Savoye e casa del giardiniere    | Abitazione         | 48.92444°N 2.02833°E     |          |
| 07     | Svizzera  | Canton Ginevra              | Ginevra                 | Immeuble Clarté                        | Abitazioni         | 46.200278°N 6.156389°E   |          |
| 08     | Francia   | Île-de-France               | Parigi                  | Immeuble Molitor                       | Abitazioni         | 48.843409°N 2.251413°E   |          |
| 09     | Francia   | Provenza-Alpi-Costa Azzurra | Marsiglia               | Unité d’habitation di Marsiglia        | Abitazioni         | 43.26139°N 5.39639°E     |          |
| 10     | Francia   | Grand Est                   | Saint-Dié-des-Vosges    | Manifattura a Saint-Dié                | Fabbrica           | 48.290646°N 6.950636°E   |          |
| 11     | Argentina | Provincia di Buenos Aires   | La Plata                | Casa Curutchet                         | Abitazione         | 34.911389°S 57.941944°W  |          |
| 12     | Francia   | Borgogna-Franca Contea      | Ronchamp                | Cappella di Notre-Dame du Haut         | Luogo di culto     | 47.703889°N 6.621111°E   |          |
| 13     | Francia   | Provenza-Alpi-Costa Azzurra | Roccabruna-Capo Martino | Cabanon di Le Corbusier                | Abitazione         | 43.760171°N 7.462701°E   |          |
| 14     | India     | Chandigarh                  | Chandigarh              | Complesso del Campidoglio              | Edifici pubblici   | 30.758883°N 76.805057°E  |          |
| 15     | Francia   | Alvernia-Rodano-Alpi        | Éveux                   | Convento di Santa Maria de La Tourette | Convento           | 45.819167°N 4.622222°E   |          |
| 16     | Giappone  | Tokyo                       | Tokyo                   | Museo nazionale d'arte occidentale     | Museo              | 35.715556°N 139.775833°E |          |
| 17     | Francia   | Alvernia-Rodano-Alpi        | Firminy                 | Casa della cultura di Firminy          | Edificio culturale | 45.383288°N 4.289128°E   |          |